# Municipio de Platte (Dakota del Sur)
El municipio de Platte (en inglés: Platte Township) es un municipio ubicado en el condado de Charles Mix en el estado estadounidense de Dakota del Sur. En el año 2010 tenía una población de 279 habitantes y una densidad poblacional de 3,09 personas por km².

## Geografía
El municipio de Platte se encuentra ubicado en las coordenadas 43°23′15″N 98°53′10″O / 43.38750, -98.88611. Según la Oficina del Censo de los Estados Unidos, el municipio tiene una superficie total de 90.17 km², de la cual 89,67 km² corresponden a tierra firme y (0,55 %) 0,49 km² es agua.

## Demografía
Según el censo de 2010, había 279 personas residiendo en el municipio de Platte. La densidad de población era de 3,09 hab./km². De los 279 habitantes, el municipio de Platte estaba compuesto por el 96,42 % blancos, el 0,72 % eran amerindios, el 1,79 % eran asiáticos y el 1,08 % eran de una mezcla de razas. Del total de la población el 0,72 % eran hispanos o latinos de cualquier raza.